# Mezobromelia
Mezobromelia  es un género de plantas con flores de la familia Bromeliaceae, subfamilia Tillandsioideae. Es un género raro nativo de Colombia y Ecuador.  Comprende 11 especies descritas y de estas, solo 8 aceptadas.

## Descripción
Son plantas epífitas o raramente de hábitos terrestres, acaules. Hojas arrosetadas, enteras. Escapo terminal, erecto. Inflorescencia compuesta; ramas con flores polísticas o raramente dísticas. Flores bisexuales, sésiles o brevipediceladas; sépalos libres a connatos; pétalos 2-apendiculados, aglutinados al menos en parte de su longitud; estambres incluidos, los filamentos adnatos a los pétalos en parte de su longitud, las anteras sin apéndices; ovario súpero. Fruto una cápsula; semillas con apéndices plumosos.

## Taxonomía
El género fue descrito por Lyman Bradford Smith y publicado en Proceedings of the American Academy of Arts and Sciences 70: 151. 1935. La especie tipo es: Mezobromelia bicolor L.B. Smith 
Etimología
Mezobromelia: nombre genérico otorgado en honor de Carl Christian Mez, botánico alemán.

## Especies aceptadas
A continuación se brinda un listado de las especies del género Mezobromelia aceptadas hasta octubre de 2013, ordenadas alfabéticamente. Para cada una se indica el nombre binomial seguido del autor, abreviado según las convenciones y usos.
- Mezobromelia bicolor L.B. Smith
- Mezobromelia brownii H. Luther
- Mezobromelia capituligera (Grisebach) J.R. Grant
- Mezobromelia fulgens L.B. Smith
- Mezobromelia hospitalis (L.B. Smith) J.R. Grant
- Mezobromelia hutchisonii (L.B. Smith) W. Weber & L.B. Smith
- Mezobromelia lyman-smithii Rauh & Barthlott
- Mezobromelia pleiosticha (Grisebach) J. Utley & H. Luther